# Тибінка Василь
Василь Тибінка (? — ?) — український військовик. Народився у навколишньому селі біля м. Щирець. У 1914 р. вступив до лав УСС.
1 листопада 1918 р. під час подій «Листопадового чину» взяв на себе обов'язки військового комісара м. Щирець. У його звіті зазначалося, що 200 українських вояків перебрали владу в місті й околицях, а з них 30 були направлені до Львова.
У січні 1919 р. відомий як поручник 7-ї бригади УГА. Воював під Любенем Великим.
Ймовірно загинув на фронті у 1919-1920 рр.